# Timon & Pumbaa's Jungle Games
Timon & Pumbaa's Jungle Games is een partyspel uitgebracht door THQ en Disney Interactive op 31 december 1995. Het spel is beschikbaar voor Microsoft Windows  (PC) en SNES.
Dit is het laatste spel dat in Europa voor de Super NES is uitgebracht.

## Gameplay
Het spel bestaat uit verschillende minigames. Centraal in het spel staat een kaart waarop de minigames zich bevinden. Elke minigame wordt ingeleid door een korte introductie.
De spellen zijn:
- Hippo Hop: een spel gelijk aan Frogger. De speler moet met Timon naar de overkant van een rivier lopen via o.a. boomstammen, bladeren, krokodillen, nijlpaarden en watervogels die langs komen drijven. Als hij in het water springt, begint het spel weer opnieuw.
- Jungle Pinball: een flipperkastspel.
- Slingshooter: een schietspel waarbij de speler met een katapult besjes afschiet op verschillende doelwitten. Het is de bedoeling om binnen een tijdslimiet een steeds groter wordend aantal doelen te raken. Schieten op Timon, Pumbaa, of hun vrienden resulteert in een strafschot.
- Bug Drop: een spel gelijk aan Puyo Pop, waarbij Timon en Pumbaa kevers in een holle boomstam laten vallen. Deze kevers zitten aan elkaar in strengen van drie of vier. Bedoeling is te voorkomen dat de boomstam vol raakt door kevers met dezelfde kleur naast elkaar te stapelen. Een rij van vier kevers in dezelfde kleur verdwijnt. Dit spel zit niet op de SNES-versie.
- Burper: een spel waarin Timon verschillende voorwerpen en dieren uit een boom schudt. Pumbaa loopt onder de boom heen en weer, en moet alle voorwerpen raken met zijn geboer voor ze de grond bereiken of hem raken.

De PC-versie bevat een complete voice-over die de SNES-versie niet heeft.